# Fédération des associations de parents d’élèves des établissements d’enseignement français à l’étranger
 (juillet 2024).
La Fédération des associations de parents d’élèves des établissements d’enseignement français à l’étranger (FAPÉE) est une fédération regroupant des associations de parents d'élèves (APE) exclusivement de l'enseignement français à l'étranger. Elle ne développe pas d'activité dans les établissements scolaires en France.
C'est une association de droit français loi de 1901 fondée en 1980 et reconnue d'utilité publique depuis 1985. Son siége est à Paris, dans les locaux de l'Alliance française.

## Cadre d'activité
Son cadre d'activité sont les établissements d'enseignement français à l'étranger homologués, sous les auspices de l'Agence pour l'Enseignement français à l'Étranger (AEFE) et de partenaires tels que la Mission laïque française (MLF).
Tout comme les fédérations nationales (FCPE, PEEP, UNAAPE), la FAPÉE renforce et défend le rôle reconnu des parents dans l'école française mais à l'étranger. Elle apporte information et conseil aux parents d'élèves, les représente auprès des institutions, et promeut les échanges entre associations. Au sens large, la FAPÉE est également un acteur associatif de la diplomatie française.
Son Assemblée générale annuelle se tient habituellement au début du mois de juillet au Palais du Luxembourg à Paris, siège du Sénat français, en présence de sénateurs et députés des Français établis hors de France, de conseillers à l'Assemblée des Français de l'Étranger (AFE), ainsi que de responsables de l'AEFE et de la MLF ; d'autres acteurs de l'enseignement français à l'étranger y sont occasionnellement invités.
Les présidents récents sont :
- Michèle Bloch, jusqu'en 2005
- François Denis, de 2005 à 2014
- Xavier Gonon, de 2014 à 2018
- François Normant, de 2018 à 2022
- Hugo Catherine, de 2022 à 2024
- Brice Bultot, depuis 2024

## Associations de parents d'élèves
Les APE qui composent la fédération sont de deux types : gestionnaires et non gestionnaires. 
Une partie des établissements d'enseignement français à l'étranger sont en gestion parentale, c'est-à-dire gérés par les parents eux-mêmes au travers d'associations dites gestionnaires.
Les autres établissements sont sous la tutelle de l'État, de fondations, associations ou groupes privés ; l'homologation de ces établissements implique la représentation des parents dans les instances scolaires mais sans responsabilité de gestion.
Une spécificité de l'enseignement français à l'étranger est l'hétérogénéité du contexte local, notamment normatif, ainsi que les différents status d'établissements ; les APE reflètent cette variété.
Au sein de la fédération, des regroupements régionaux existent également : FAPALFE en Espagne, FAPE-OSUI au Maroc, APEESFT en Tunisie.

## Représentation institutionnelle en France
La FAPÉE siège au Conseil d'Administration de l'AEFE, tant en représentation des parents gestionnaires que non gestionnaires,, et au Conseil d'Administration de la MLF.
Elle siège également au Conseil d'Administration de l'Association Nationale des Écoles Françaises de l'Étranger (ANEFE).
Elle participe à la Commission nationale des Bourses (CNB), et contribue à l'Observatoire pour les Élèves à Besoins éducatifs particuliers (OBEP) mis en place par la MLF et l'AEFE.